# Mosna (Majdanpek)
Mosna (kyrillisch: Мосна) ist ein Dorf in der Gemeinde Majdanpek und im Bezirk Bor im Osten Serbiens.

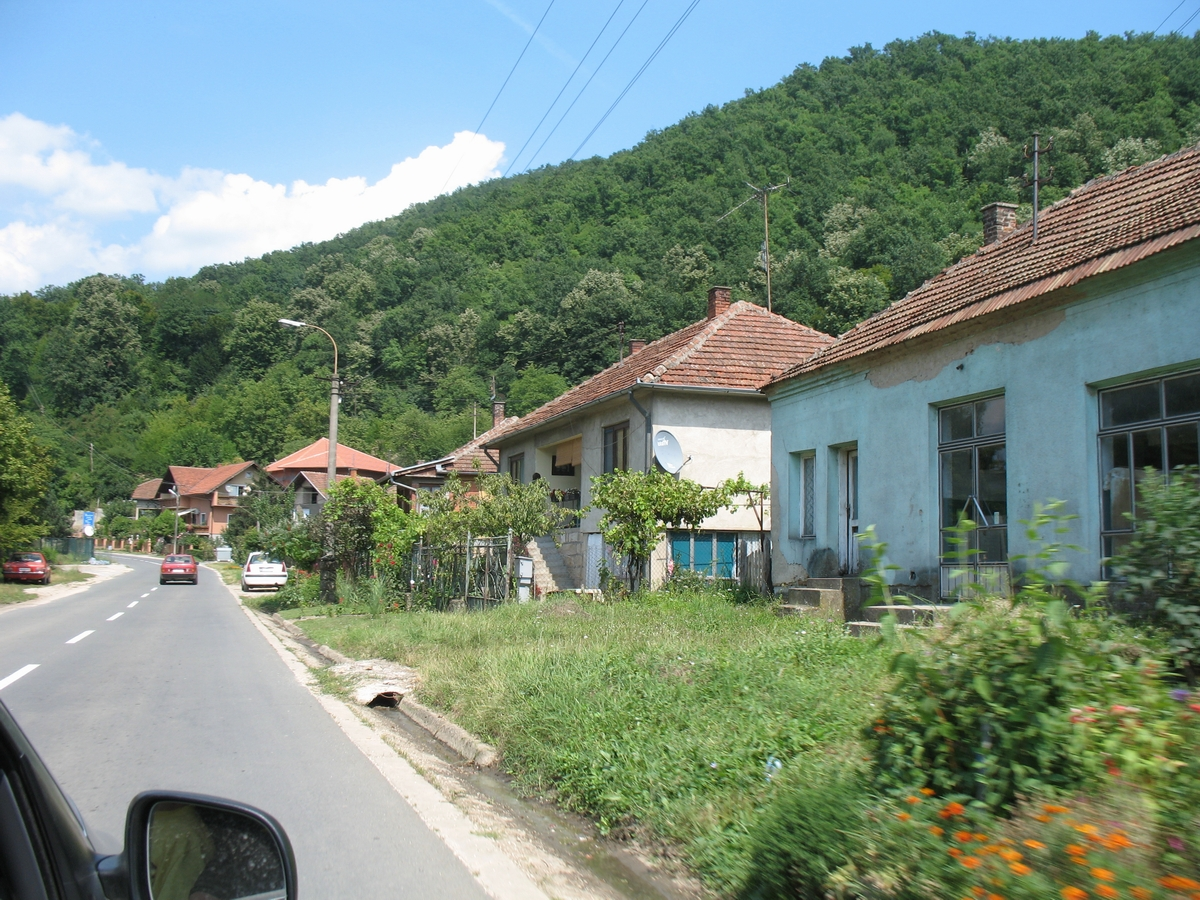
Mosna

## Einwohner
Die Volkszählung 2002 (Eigennennung) ergab, dass 431 Menschen in dem Dorf leben.
Frühere Volkszählungen:
- 1948: 923
- 1953: 966
- 1961: 1.027
- 1971: 905
- 1981: 920
- 1991: 920